# Eduardo Trillini
Eduardo Walter Trillini (San Miguel, 20 de junho de 1958) é um ex-ciclista olímpico argentino. Trillini representou sua nação no evento de perseguição por equipes (4.000 m) nos Jogos Olímpicos de Verão de 1984, em Los Angeles.